# ITV 젊음의 음악축제
《iTV 젊음의 음악축제》는 iTV 경인방송에서 방송되었던 음악 프로그램이다. 현재 저작권은 아이넷TV에 귀속되어있다.